# Francis Murphy
Francis Murphy, född den 24 april 1836 på Irland, död den 30 juni 1907 i Los Angeles är Blåbandsrörelsens grundare. 
Vid 16 års ålder emigrerade Murphy till Nordamerika. År 1870 hamnade han i fängelse för olaga alkoholförsäljning. I fängelset blev han frälst genom kontakt med besökande kristna och beslutade sig för att ändra sin livsstil. 
Francis Murphys talade från 1871 på 25 000 möten under resten av sitt liv och fick 12 miljoner människor att skriva under nykterhetslöftet.
Murphy fick hösten 1876 idén att ha ett blått band som kännetecken. Det hämtade han från Fjärde Moseboken 15: 38-39 där Guds barn uppmanas att ha ett blått band i hörntofsarna för att minnas Herrens bud.
Organisationen tycks ha varit löst uppbyggd och när den dog ut i USA är oklart. Märket i form av ett blått band lever dock kvar. Idén fördes vidare till England där den sedan spreds vidare till Sverige och Schweiz, där det senare blev ett blått kors.
Till hans minne firas varje år Francis Murphy-dagen. Sveriges Blåbandsförbunds högsta utmärkelse är Francis Murphy-plaketten.